# كأس ملك إسبانيا 2019–20

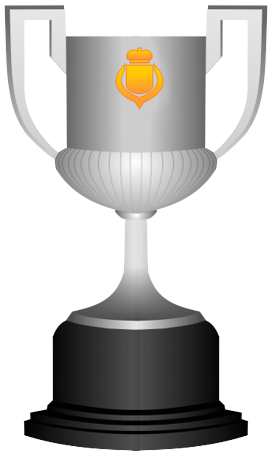
صورة رقمية لكأس ملك إسبانيا.

كأس ملك إسبانيا 2019–20 هو الموسم الثامن عشر بعد المئة من بطولة كأس ملك إسبانيا، وهي بطولة الكأس السنوية لــكرة القدم في إسبانيا.

## وصلات خارجية
- الموقع الرسمي للإتحاد الملكي الإسباني لكرة القدم
- Copa del Rey at LFP website